# Dynamic Arc Recognition and Termination
Dynamic Arc Recognition and Termination (engl. für Dynamische Erkennung und Löschung eines Lichtbogens), kurz DART, auch Power-i genannt, ist ein elektrisches Verfahren zur Speisung einer höheren Versorgungsenergie für eigensichere Feldgeräte mit einer Leistung von bis zu 50 W in einem explosionsgefährdeten Bereich. Bisherige Technologien ermöglichen nur eine Übertragung von ca. 2 W.
DART wurde in Zusammenarbeit mit der Physikalisch-Technische Bundesanstalt (PTB) und dem Unternehmen Pepperl+Fuchs entwickelt.

## Funktionsweise
DART ermöglicht das eigensichere Betreiben von Feldgeräten mit so hohen Leistungen in einen ex-gefährdeten Bereich, durch eine frühzeitige Erkennung einer Störung des elektrischen Systems, in dessen Folge der Stromkreis innerhalb von 1,4 µs abgeschaltet wird. Dadurch wird in einem Fehlerfall die freigesetzte Energie so sehr begrenzt, dass eine sicherheitskritische Stärke nicht überschritten wird. Die Bildung eines zündfähigen Funkens oder das thermische Aufheizen eines Bauelementes, was ebenfalls zu einer Explosion führen kann, wird dadurch ausgeschlossen.
Ein Fehlerfall wird vor allem durch die Stromcharakteristik {\displaystyle \left({\tfrac {\mathrm {d} i}{\mathrm {d} t}}\right)} erkannt. Wichtig ist hierbei die Länge der elektrischen Leitung, da diese die Signallaufzeit bestimmt. Damit das elektrische Verhalten eines Verbrauchers (Feldgerät) keinen Einfluss auf die Überwachung des Stromes hat, muss dieses klar definiert sein. Insbesondere die Änderungen des Stromflusses pro Zeit muss begrenzt sein. Vom Verbraucher dürfen daher keine kurzzeitigen hohen Ströme gezogen werden, da diese sonst von der Überwachungselektronik des DART-Speisegerätes als Kurzschluss erkannt und die Versorgungsspannung abgeschaltet wird.